# سوبرا سوريش
سوبرا سوريش، مهندس بيولوجي هندي أمريكي وعالم مواد ومدير أكاديمية. في 1 كانون الثاني/ يناير 2018، تقلد منصب الرئيس الرابع لجامعة نانيانغ التكنولوجية في سنغافورة (NTU)، وتقلد أيضاً منصب أستاذ جامعي متميزًا. كان أستاذ فانيفار بوش للهندسة في معهد ماساتشوستس للتكنولوجيا (MIT)، وعميد كلية الهندسة في معهد ماساتشوستس للتكنولوجيا في المدة من 2007 إلى 2010 قبل تعيينه مديراً لمؤسسة العلوم الوطنية من قبل باراك أوباما، حيث عمل في المدة من 2010 إلى 2013. وكان رئيسًا لجامعة كارنيجي ميلون (CMU) من عام 2013 إلى عام 2017.
وُلد سوريش سنة 1956 في مومباي، الهند، وتخرج في المدرسة الثانوية في تاميل نادو بعمر 15 سنة. وفي أيار/ مايو 1977، حصل على شهادة البكالوريوس في التكنولوجيا من المعهد الهندي للتكنولوجيا في مدراس تشيناي، وتخرج بدرجة أولى بامتياز. حصل سوريش على درجة الماجستير في الهندسة الميكانيكية من جامعة ولاية أيوا في عام 1979، ودكتوراه في الهندسة الميكانيكية من معهد ماساتشوستس للتكنولوجيا في عام 1981، متخصصاً في علم المواد.
بعد بحث بعد الدكتوراه في جامعة كاليفورنيا، بيركلي، ومختبر لورانس بيركلي الوطني، التحق بكلية الهندسة في جامعة براون في كانون الأول/ ديسمبر 1983.
انتُخب سوريش للأكاديمية الوطنية للهندسة في الولايات المتحدة في عام 2002، والأكاديمية الوطنية للعلوم في عام 2012، ومعهد الطب (الآن الأكاديمية الوطنية للطب) في عام 2013. وهو واحد من عدد ضئيل للغاية من الأمريكيين الذين يجري انتخابهم في ثلاثة فروع للأكاديميات الوطنية الأمريكية، ورئيس الجامعة الحالي الوحيد الذي يحمل هذا التميز. كان أول بروفسور آسيوي المولد يقود أياً من المدارس الخمس في معهد ماساتشوستس للتكنولوجيا وأول عالم آسيوي المولد يقود مؤسسة الأمن القومي.

## السيرة

### جامعة براون
التحق سوريش بجامعة براون في ديسمبر 1983 كأستاذ مساعد في الهندسة وترقى إلى أستاذ مشارك في يوليو 1986، ثم إلى أستاذ متفرغ في يوليو 1989. وفي عام 1985، اختير من قبل البيت الأبيض لتلقي جائزة NSF) ) الرئاسية للباحث الشاب. حصل أيضًا على ميدالية هاردي عام 1982، وجائزة روس كوفين بوردي لعام 1992 من جمعية الخزف الأمريكية لأفضل ورقة نشرت في مجلة جمعية الخزف الأمريكية عام 1990.  في عام 1991، نشرت مطبعة جامعة كامبريدج كتابه «إجهاد المواد». وفقًا لـ جوجل سكولار، فقد استُشهد به أكثر من 5,300 مرة في المنشورات العلمية، وتُرجم إلى اللغتين الصينية واليابانية واعتُمد ككتاب مدرسي وعمل مرجعي.

### معهد ماساتشوستس للتكنولوجيا
انتقل سوريش إلى معهد ماساتشوستس للتكنولوجيا في عام 1993 كأستاذ ر. ب. سيمونز  لعلوم وهندسة المواد. ترأس قسم علوم وهندسة المواد في معهد ماساتشوستس للتكنولوجيا من 2000 إلى 2006. شغل منصب عميد الهندسة في معهد ماساتشوستس للتكنولوجيا من 2007 إلى 2010 وتقلد مناصب أعضاء هيئة التدريس بمعهد ماساتشوستس للتكنولوجيا في علوم وهندسة المواد والهندسة الميكانيكية والهندسة البيولوجية والعلوم الصحية والتكنولوجيا.
من خلال أدواره القيادية في معهد ماساتشوستس للتكنولوجيا، ساعد في إنشاء مختبرات جديدة على أحدث طراز، وإحداث منهج جامعي جديد في علوم وهندسة المواد، وساعد في مبادرة نقل معهد ماساتشوستس للتكنولوجيا، ومركز الهندسة الحاسوبية. قاد جهود معهد ماساتشوستس للتكنولوجيا في إنشاء مركز تحالف سنغافورة-معهد ماساتشوستس للتكنولوجيا للبحوث والتكنولوجيا (سمارت)، وأشرف على توظيف عدد قياسي من النساء في هيئة التدريس في الهندسة. بصفته عميدًا للهندسة، أشرف على عدد من البرامج الدولية الرئيسة لمعهد ماساتشوستس للتكنولوجيا في آسيا والشرق الأوسط وأوروبا والأمريكتين.

### مؤسسة العلوم الوطنية
في يونيو 2010، ترشح سوريش من قبل الرئيس الأمريكي باراك أوباما ليكون مديرًا لمؤسسة العلوم الوطنية (NSF) وأُجمع من قبل مجلس الشيوخ الأمريكي في سبتمبر 2010. مؤسسة العلوم الوطنية وكالة فيدرالية مستقلة بميزانية سنوية (أمريكية) 7 مليارات دولار. ذكرت صحيفة الوقائع الصادرة في عام 2013 أن «برامج ومبادرات مؤسسة العلوم الوطنية تبقي الولايات المتحدة في طليعة العلوم والهندسة، وتمكن الأجيال القادمة من العلماء والمهندسين، وتعزز النمو الاقتصادي والابتكار. وتمول مؤسسة العلوم الوطنية سوبرا سوريش الاكتشاف والتعلم والابتكار والبحث والبنية التحتية لتعزيز الريادة الأمريكية في جميع مجالات العلوم والتكنولوجيا والهندسة وبحوث الرياضيات والتعليم. في السنة المالية 2012، دعمت مؤسسة العلوم الوطنية(NSF)  أكثر من 300,000  فرد في 1895 مؤسسة في كل ولاية في الولايات المتحدة».
قاد سوريش قوات الأمن الوطني من عام 2010 إلى عام 2013. وضع عدداً من المبادرات الجديدة، بما في ذلك دعم الإطار المتكامل لتعزيز البحوث والتعليم لمتعددي التخصصات (INSPIRE)، وإقامة شراكات لتعزيز المشاركة في البحوث بالتعاون مع وكالة التنمية الدولية التابعة للولايات المتحدة؛ ومبادرة العلوم عبر المعاهد الافتراضية؛ ومبادرة التوازن الوظيفي ضمن الإطار الوطني؛ ومبادرات لفرص البحوث الجامعية في جميع أنحاء العالم؛ وفيلق الابتكار التابع لمؤسسة الأمن الوطني (I-Corps).
خلال هذه المدة، عمل سوريش عضوًا في المجلس الوطني للعلم والتكنولوجيا، وهو مجلس على مستوى مجلس الوزراء يضم رؤساء الوكالات الاتحادية وأمناء مجلس الوزراء. شارك في رئاسة لجنة العلوم التابعة للمجلس الوطني للإحصاءات ولجنة تعليم العلوم والتكنولوجيا والهندسة والرياضيات، وعمل عضوًا في المجلس الوطني للمحيطات على مستوى مجلس الوزراء. كما ترأس سوريش لجنة السياسات البحثية المشتركة بين الوكالات في القطب الشمالي، والتي ساعدت في تحديد الأولويات لتنسيق البحوث المستقبلية في القطب الشمالي على مستوى الحكومة الفيدرالية. وتحت قيادة سوريش، أصدرت الوكالة خطة إستراتيجية خمسية متعددة الوكالات.
استجابة لدعوة من مكتب البيت الأبيض لسياسة العلوم والتكنولوجيا، أنشأ سوريش وترأس القمة العالمية لمراجعة الاستحقاق العلمي في مؤسسة العلوم الوطنية NSF في مايو 2012. تضمنت هذه القمة لأول مرة مشاركة رؤساء وكالات تمويل العلوم الرائدة من نحو 50 دولة. صدق المشاركون في القمة على بيان مبادئ مراجعة الاستحقاق العلمي ليكون بمثابة أساس للتعاون متعدد الأطراف المحتمل في المستقبل، وأطلقوا كيانًا افتراضيًا، مجلس البحوث العالمي (GRC)، لتنسيق الممارسات وتعزيز العلوم الدولية والتعاون بين البلدان المتقدمة والبلدان النامية. في مقال افتتاحي في مجلة العلوم، قال سوريش: «العلم الجيد في أي مكان جيد للعلم في كل مكان».
وتعليقًا على مغادرة سوريش لمؤسسة العلوم الوطنية، قال الرئيس باراك أوباما: «لقد كنا محظوظين جدًا لأن سوبرا سوريش وجّه المؤسسة الوطنية للعلوم على مدار العامين الماضيين. وقد أظهر نفسه كعالم ومهندس بارع – مدينًا بالفضل للأدلة وملتزمًا التمسك بأعلى المعايير العلمية. وقد قام بدوره في التأكد من استفادة الشعب الأمريكي من التقدم التكنولوجي، وفتح المزيد من الفرص للنساء والأقليات والمجموعات الأخرى الممثلة تمثيلًا قليلًا. وأنا ممتن لخدمته».

### جامعة كارنيجي ميلون
عُيّن سوريش في منصب الرئيس التاسع لجامعة كارنيجي ميلون في عام 2013 وشغل منصب الرئيس حتى عام 2017. وخلال هذا الوقت شغل أيضًا مناصب أعضاء هيئة التدريس في أقسام علوم وهندسة المواد والهندسة الطبية الحيوية والهندسة والسياسة العامة بجامعة كارنيجي ميلون، كلية علوم الكمبيوتر، وفي كلية هاينز. في عام 2017، بلغ إجمالي أجره 1.1 مليون دولار، ما جعله ثاني أعلى رئيس جامعي خاص مدفوع الأجر في ولاية بنسلفانيا. 
كرئيس، عمل سوريش على زيادة عدد النساء المعينات في تخصصات العلوم والتكنولوجيا والرياضيات. نُقل عن قوله: «إذا أرادت الولايات المتحدة أن تظل رائدة في الاكتشاف والابتكار، فيجب علينا إشراك مجموعة المواهب الهائلة التي تمثلها فتياتنا الشابات».

### جامعة نانيانغ التكنولوجية في سنغافورة
عُيّن سوريش رئيسًا لجامعة نانيانغ التكنولوجية في سنغافورة في كانون الثاني/ يناير 2018. وسرعان ما أطلق مبادرة لتحويل حرم جامعة نانيانغ التكنولوجية إلى حرم «ذكي»، مع مبان صديقة للبيئة، واستخدام أكبر للروبوتات، وحافلات كهربائية بلا سائق. [وقد أشرف على إنشاء معهد علي بابا للبحوث المشتركة في مجال الذكاء الاصطناعي، وهو تعاون مع فولفو في مجال الحافلات بدون سائق، وأشرف على تعاون ثان في مجال الذكاء الاصطناعي مع شركة سينس تايم، وتعاون مع سوربانا جورونغ يركز على التحديات الحضرية.
في 27 أغسطس 2018، أعلن سوريش عن خطة مدتها 5 سنوات مع عدد من المبادرات الرئيسية:
▪ إنشاء برنامج زمالة جديد لما بعد الدكتوراه على مستوى الجامعة لجذب ما يصل إلى 350 من أفضل الباحثين الشباب في جميع أنحاء العالم إلى جامعة نانيانغ التكنولوجية NTU.
- تعيين ما يصل إلى 300 من أعضاء هيئة التدريس.
- تقديم 300 دكتوراه جديدة لمدة أربع سنوات. الزمالات.

▪ إدخال 100 منصب أستاذ جامعي جديد.
تشييد مبنى أكاديمي بمساحة 40.000 متر مربع (400.000 قدم مربع) بحلول عام 2021، والذي سيكون أكبر مبنى خشبي في آسيا.

## البحث
يتركز بحث سوريش في ثلاثة مجالات: نمذجة وهندسة الخصائص الميكانيكية للمواد الهيكلية والوظيفية، والخصائص الميكانيكية للخلايا والجزيئات البيولوجية، والآثار المترتبة على هذه الخصائص بالنسبة للأمراض التي تصيب الإنسان. يتجاوز عمله حدود التخصصات التقليدية في الهندسة والعلوم الفيزيائية وعلوم الحياة والطب. كان أكثر من 100 طالب وزميل ما بعد الدكتوراه وباحث زائر أعضاءَ في مجموعته البحثية، ويشغل العديد منهم الآن مناصب بارزة في الأوساط الأكاديمية والصناعية والحكومية في جميع أنحاء العالم.